# アニー・ラウダ
アニー・ラウダ (Annie Rauwerda  [ˈraʊ.ərdə]; 1999年11月27日 - ) は、アメリカ合衆国のインターネットセレブリティ、ジャーナリスト、コメディアンである。ウィキペディアの真面目さゆえのおかしさに光をあてたSNSグループ「デプス・オブ・ウィキペディア」で知られ、舞台やメディアでウィキペディアをテーマにしたバラエティ番組やコメディーを主催している。ウィキペディアの運営母体である非営利法人ウィキメディア財団より、2022年最優秀メディア貢献賞を授与された。 
2023年にラウダは、ブルックリン区の公園で「永遠のシチュー」を主催し、ソーシャルメディアで拡散したことで、さらにメディアの注目を集めた。

## 幼少期と教育
1999年11月27日、アメリカ合衆国ミシガン州グランドラピッズに生まれたラウダは、そのまま地元グランドラピッズのキリスト教系の学校で高校まで過ごした。高校から大学へ進む間、社会勉強の期間（ギャップ・イヤー）を経て、アメリコープに応募、シカゴでSTEM授業のTAとなった。ギャップ・イヤー終了後、2019年にミシガン大学へ入学し、2022年に神経科学で学士号を取得して卒業した。

## ウィキペディア

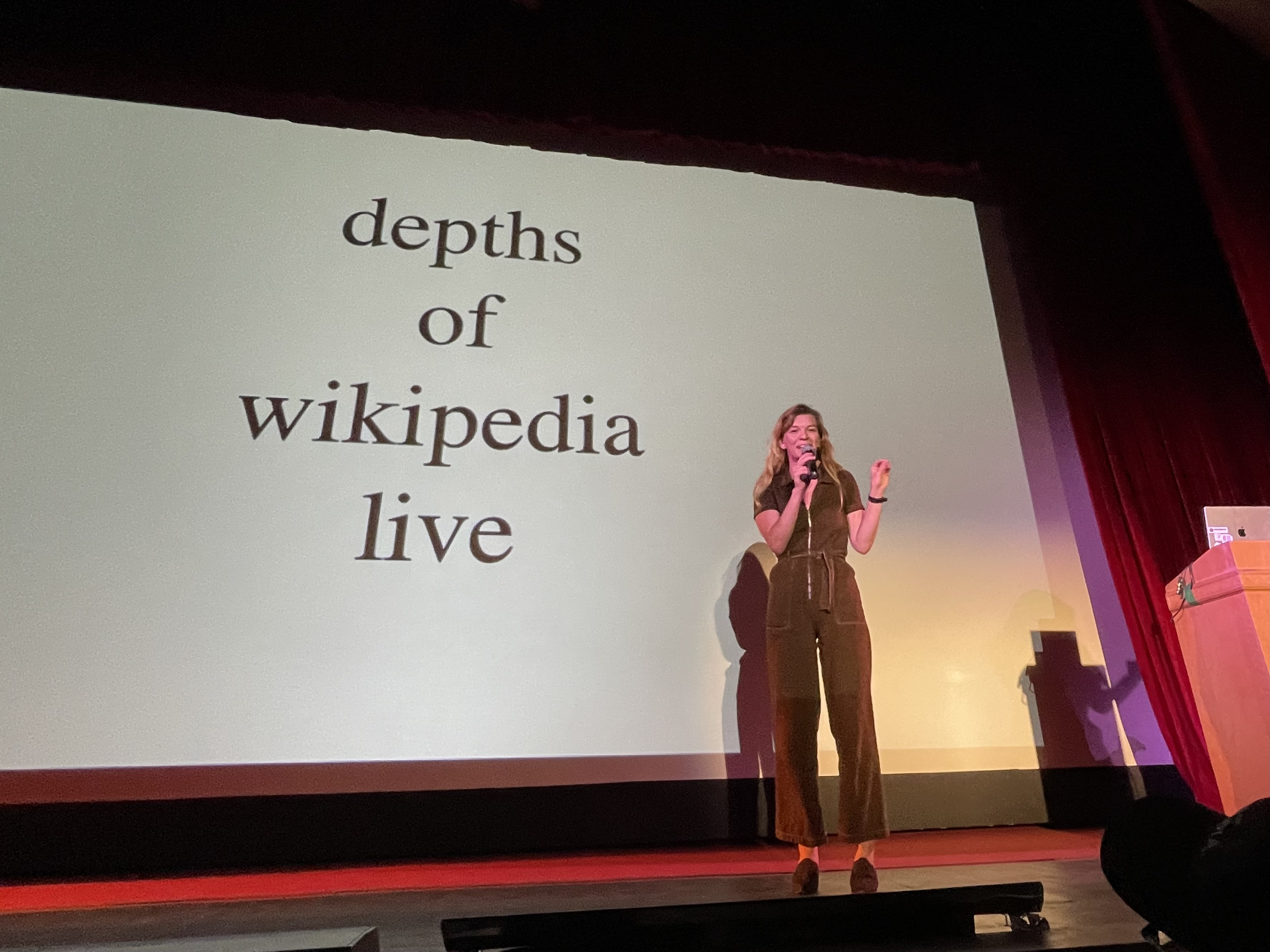
彼女のソーシャル・メディア・アカウント「デプス・オブ・ウィキペディア」に触発されたライブショーに出演するラウダ

ラウダは中学高校時代に、ウィキレーシングを通じてウィキペディアに興味を持った。ミシガン大学2年生時の新型コロナウイルス感染症の流行期に「デプス・オブ・ウィキペディア」を創ったが、ソーシャル・メディア・アカウントのグループとして、ウィキペディアにおいて、自身が「奇妙で楽しい」と考えた記述を取りあげる活動を始める。同名のアカウントはすでに2020年4月、インスタグラムに設けてあり、TikTokとTwitterにも展開した。すべてのアカウントを合わせたフォロワー総数は100万人超にのぼる。 
「デプス・オブ・ウィキペディア」のソーシャル・アカウントに加えて、ラウダはウィキペディアをテーマにしたバラエティやコメディショーも主催し、2022年と2023年にはツアーも行った。オンライン開催ではなく現地開催でおこなった最初の舞台は2021年7月で、やがて国を横断して巡業するコメディ・ツアーに拡大した。彼女の舞台では、オンラインでおこなっている「デプス・オブ・ウィキペディア」の投稿と同様に、ウィキペディアのスクリーンショットのスライド集や、彼女による愉快なコメントが繰り広げられる。
2022年8月、ラウダはウィキペディアを運営する非営利法人ウィキメディア財団より「2022年最優秀メディア貢献賞」を授与された。同年10月にはオンラインマガジン『スレート』誌に、ウィキペディアの記事「2022年ロシアの実業家たちの不審死」について寄稿し、検閲に直面した地域におけるウェブ版百科事典の有用性を強調した。2023年時点でラウダはウィキペディアの文化史を題材に書籍を執筆中だった。

## 永遠のシチュー

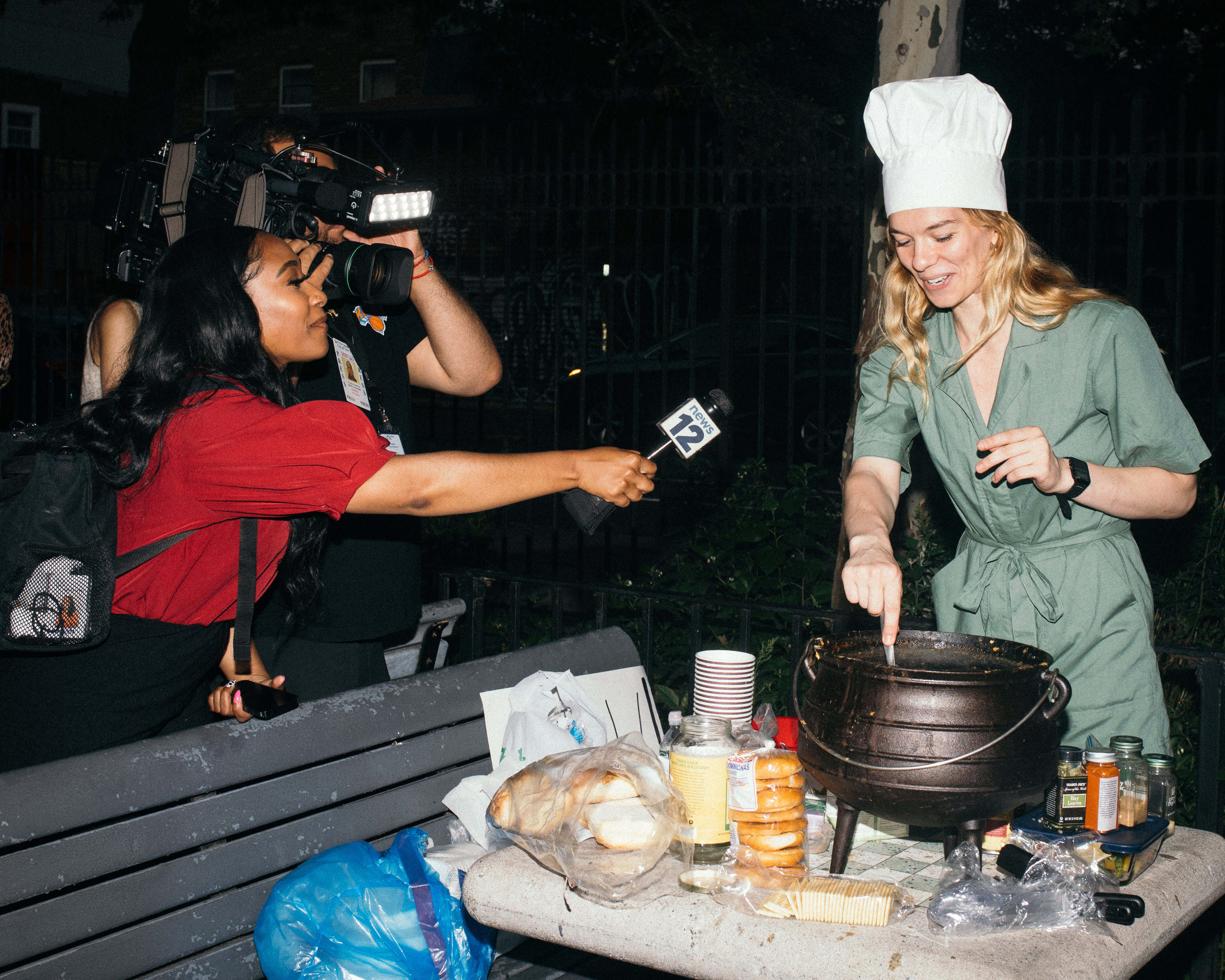
2023年、注ぎ足しシチューについてニュース12ネットワークのインタビューを受けるラウダ

2023年6月7日、ラウダは自宅アパートでスロークッカーにより菜食主義のポテトとネギのスープを作り始めた。「永遠のシチュー」（注ぎ足しシチュー）の概念に触発され、毎食後に残ったスープをストックし、具や水分を補充して再び調理した。ラウダはとうとう屋外で「シチューの夜」を一般に公開すると決めると、ブルックリン区ブッシュウィックのフェルミ公園で振る舞いはじめ、人々が集ってきてシチューを食べた。菜食主義の食材を持参するよう参加者に奨励すると、300人ほどがシチューの材料を提供した。シチューの調理は60日間、連続して2023年8月6日に終了した。
このイベントはソーシャルメディアで拡散してバイラル現象を起こし、「インターネット・センセーション」「Z世代の大流行」などと書きたてられた。ラウダはシチューの煮え具合をTikTokに記録し、そのいくつかの投稿の反響は数百万ビューにも達した。ウェブサイトでラウダの記録が伸びれば伸びるほど、イベントもさらに注目を集めた。

## 私生活
ラウダは2021年、インスタグラムのインフルエンサーであるキャロライン・キャロウェイから、猫を譲り受けた。2023年時点のラウダの住居はニューヨーク市ブルックリン区のアパートであった。

## 主な執筆記事
- Rauwerda, Annie (2021年5月11日). “Billy Magic and the internet's unabashed enthusiasm for public transit [ビリー・マジックとインターネットが公共交通機関に寄せるあからさまな熱意”]. The Michigan Daily
- Rauwerda, Annie (2021年7月14日). “College quantified [大学の定量化”]. The Michigan Daily
- Rauwerda, Annie (2021年9月15日). “Stars, they're just like us: Why astrology sticks around [星も私たちと同じ：占星術人気が根強い理由”]. The Michigan Daily
- Rauwerda, Annie (October 21, 2022 2022). “Russian oligarchs keep dying in suspicious ways. Wikipedia is keeping a list. [ロシアの寡頭政治家たちの不審死が重なる。ウィキペディアが保ってきた一覧より。”]. Slate（英語版）
- Rauwerda, Annie (2023年1月18日). “Wikipedia's redesign is barely noticeable. That's the point. [ウィキペディアの再設計はほとんど目立ちません。それがポイントだから。”]. Slate
- Rauwerda, Annie (2023年4月12日). “In search of Wikipedia's shrug guy [肩をすくめる男をウィキペディアで探して”]. Defector